# Amata chrysozona
Amata chrysozona là một loài bướm đêm thuộc phân họ Arctiinae, họ Erebidae.